# Spilosoma mediopunctata
Spilosoma mediopunctata là một loài bướm đêm thuộc phân họ Arctiinae, họ Erebidae.